# Elsinoë theae
Elsinoë theae är en svampart som beskrevs av Bitanc. & Jenkins 1939. Elsinoë theae ingår i släktet Elsinoë och familjen Elsinoaceae.   Inga underarter finns listade i Catalogue of Life.